# Gregorio de Falco

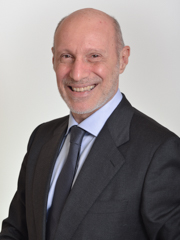
Gregorio de Falco (2018)

Gregorio de Falco (* 8. März 1965 in Neapel) ist ein italienischer Marineoffizier und Politiker. Er ist Mitglied im Senato della Repubblica.
Bekannt wurde er im Januar 2012 durch seine energischen Interventionen nach der Havarie der Costa Concordia.

## Biografie

### Karriere in der Marine
Nachdem er einen Abschluss in Rechtswissenschaften an der Universität Mailand erlangt hatte, trat er 1994 bei der italienischen Küstenwache Guardia Costiera ein und absolvierte an der Marineakademie (Accademia Navale) in Livorno eine Offizierausbildung.
Ab 1995 wurde De Falco an den Hafenkapitänsämtern der Küstenwache in Mazara del Vallo, Genua und Santa Margherita Ligure eingesetzt; letzteres Amt leitete er von 2003 bis 2005. Danach diente er in leitender Funktion in der Einsatzleitung des Hafenkapitänsamtes Livorno.

### Costa-Concordia-Havarie
Am 13. Januar 2012 kollidierte das Kreuzfahrtschiff Costa Concordia, im Eigentum der Reederei Costa Crociere und unter dem Kommando von Kapitän Francesco Schettino, bei einem Manöver mit einem Felsen in den Gewässern vor der Insel Giglio, wodurch ein 70 Meter langes Leck an der linken Außenhülle entstand, gefolgt von einer teilweisen Schlagseite des Schiffs.
De Falco übernahm die Koordination des Rettungseinsatzes unter schwierigen Umständen. Während der Funk- und Gesprächskommunikation zwischen der Einsatzleitung der Küstenwache in Livorno und der Costa Concordia befahl De Falco Kapitän Schettino, der das Schiff bereits vor einigen Passagieren und Crewmitgliedern verlassen hatte, zurück an Bord zu gehen. De Falcos Befehl „Vada a bordo, cazzo!“ (deutsch „Gehen Sie an Bord, verdammt!“) wurde zum geflügelten Wort.

### Politische Karriere
De Falco trat bei den Parlamentswahlen in Italien 2018 als Kandidat für die Fünf-Sterne-Bewegung an, und wurde in den Senat der Republik gewählt.
Er gehörte dem linken Flügel der Bewegung an und wurde als dem Präsidenten der Abgeordnetenkammer Roberto Fico sehr nahestehend angesehen. Am 31. Dezember 2018 wurde De Falco von der Bewegung ausgeschlossen, nachdem man ihm vorgeworfen hatte, mehrfach gegen den Ehrenkodex verstoßen zu haben. In einem Interview erklärte er, dass er ausgeschlossen wurde, weil er gegen das „Sicherheitsdekret“ gestimmt hatte, und beschuldigte die Fünf-Sterne-Bewegung, dass es ihr an Demokratie und Wahlfreiheit mangele.